# Cher O'Bowlies
Cher O'Bowlies (The Pick of The Undertones), sorti en 1986, est une compilation du groupe The Undertones.

## Titres
1. Teenage Kicks
2. True Confessions
3. Get Over You
4. Family Entertainment
5. Jimmy Jimmy
6. Here Comes The Summer
7. You Got My Number (Why Don't You Use It)
8. My Perfect Cousin
9. See That Girl
10. Tearproof
11. Wednesday Week
12. It's Going To Happen
13. Julie Ocean
14. You're Welcome
15. Forever Paradise
16. Beautiful Friend
17. The Love Parade
18. Valentine's Treatment
19. Love Before Romance
20. Save Me